# Provence-Alpes-Côte d'Azur
Provence-Alpes-Côte d'Azur (franskt uttal: [pʁɔvɑ̃s‿alp kot d‿azyʁ], occitanska: Provença-Aups-Còsta d'Azur, provensalska: Prouvènço-Aup-Coustiero d'Azur) är en region i sydöstra Frankrike, vid Liguriska havet. Till regionen hör det historiska landskapet Provence, Kyrkostatens Avignon och Comtat Venaissin, och Franska rivieran. Regionhuvudort är Marseille. Provence-Alpes-Côte d'Azur hade cirka 5,08 miljoner invånare (2019), på en yta av 31 400 km².
På grund av sitt långa namn kallas den ofta PACA av fransmän. Namnet syftar på Provence, Alperna och Côte d'Azur.

## Historia
Grekerna grundade på 500-talet f.Kr. staden Massalia (Marseille), vilken blev en viktig handelsknutpunkt. Romarna inlemmade området i Provincia Narbonensis, ett namn som lever kvar i Provence, som betyder provins. Antiken har lämnat många fornminnen, bland annat i Arles.

## Geografi
Regionen sträcker sig från Italien i öster över hela Rivieran till regionen Languedoc-Roussillon i väster. Norra delen gränsar mot Rhône-Alpes. Inbäddat i den östra delen nära gränsen till Italien ligger furstendömet Monaco. I området finns det två större sjöar, Étang de Vaccarès och Étang de Berre.
Regionens största städer är Marseille, Nice, Toulon och Aix-en-Provence, var och en med över 100 000 invånare. Andra viktigare städer är Antibes (inkl. Juan-les-Pins), Arles, Aubagne, Avignon, Cagnes-sur-Mer, Cannes, Fréjus, Grasse, Hyères, La Seyne-sur-Mer, Le Cannet, Martigues, Nice och Orange.
I väster rinner Rhône, med dess delta Camargue och bifloden Durance, i öster floderna Argens och Var, och i nordost finns Alpernas fot samt Haute Provence. Terrängen växlar mellan högslätter och berg i inlandet i nordöst, dalsänkor vid floder, och lågländer vid kusterna och i väster. Det är medelhavsklimat, och varmt, i synnerhet vid Rivieran, i och med att Alperna kringgärdar området. Varje år sveper mistralvinden över området.

## Administrativ indelning
Regionen delas in i sex departement.
| Nummer | Departement             | Huvudort        |
| ------ | ----------------------- | --------------- |
| 04     | Alpes-de-Haute-Provence | Digne-les-Bains |
| 05     | Hautes-Alpes            | Gap             |
| 06     | Alpes-Maritimes         | Nice            |
| 13     | Bouches-du-Rhône        | Marseille       |
| 83     | Var                     | Toulon          |
| 84     | Vaucluse                | Avignon         |

## Ekonomi
Provence-Alpes-Côte d'Azur har ansenliga inkomster i näringar som odling, turism och tillverkningsindustri. I Grasse förekommer storskalig blomodling som används till parfymindustrin, vin odlas i Rhônedalen, och fruktodlingen är betydande i regionen. Sophia Antipolis är ett centrum för teknologi, och Marseilleområdet för tung industri.